# TT Zero

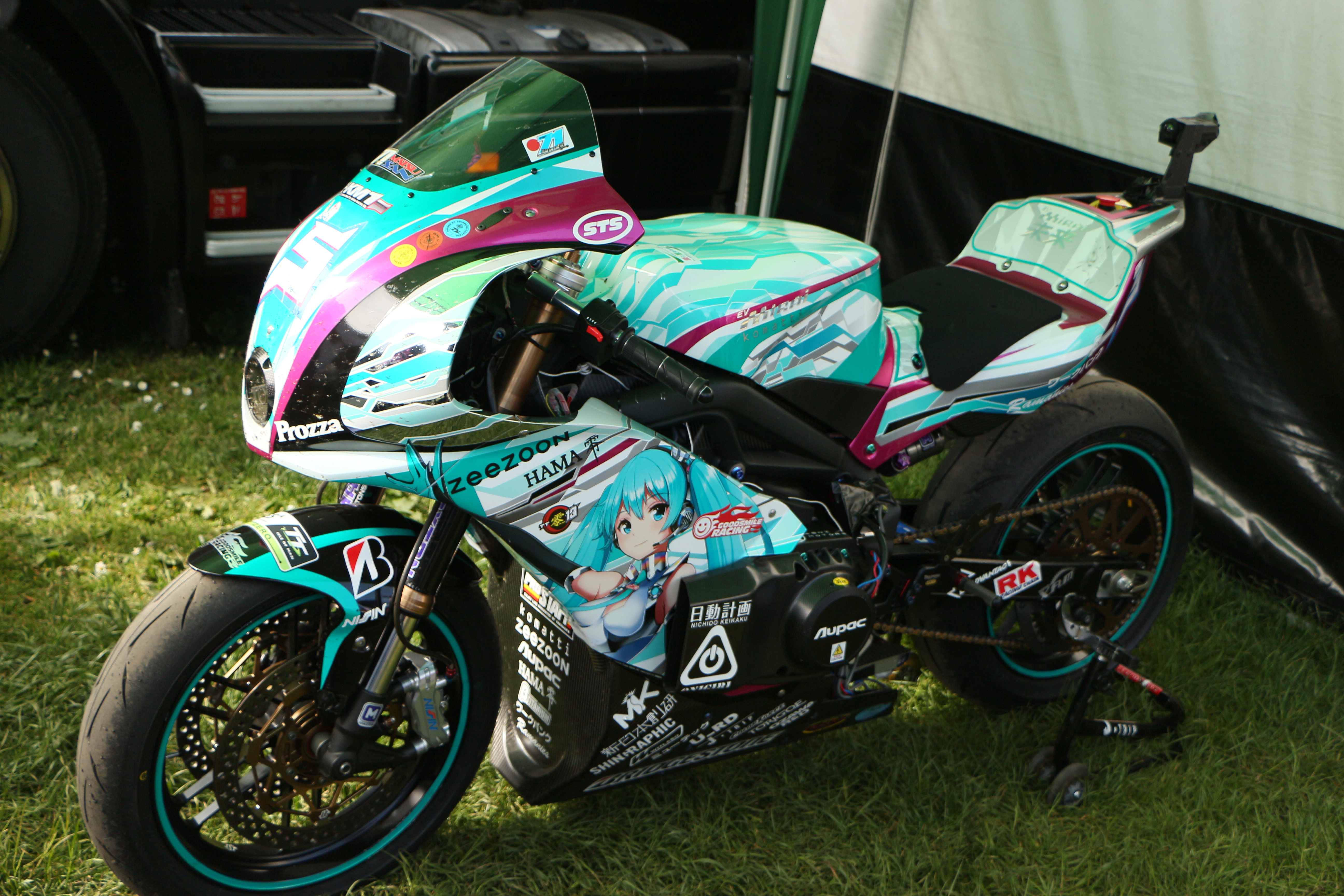
Komatti-Miral EV van TT Zero in 2013

De TT Zero is een race voor elektrische motorfietsen die sinds 2010 deel uitmaakt van de Isle of Man TT. Ze bestaat uit slechts één ronde (ca. 60 km) op de Snaefell Mountain Course.

## Voorgeschiedenis
In 2009 was er tijdens de Isle of Man TT al een dergelijke wedstrijd gereden. Die heette toen nog TTXGP. Dit was een raceserie die in 2008 was opgezet door Azhar Hussain. Na de eerste race op het eiland Man in Juni 2009 vonden er gesprekken plaats tussen de FIM en TTXGP om een eGrandPrix wereldkampioenschap in het leven te roepen. Men deelde het eigen reglement met de FIM. In november 2009 liepen de gesprekken vast en de FIM organiseerde haar eigen kampioenschap voor elektrische motoren, de FIM e-Power klasse. Volgens het blad Motor Cycle News trok de FIM zich terug, dreigde een voorlopige betaling aan TTXGP van een half miljoen euro terug te halen en uiteindelijk verbood ze het door TTXGP geschreven reglement te gebruiken buiten door de FIM georganiseerde wedstrijden. Hussain wist echter de sterkste rijders van het eerste seizoen én de belangrijkste producent, Mission Motors, aan zich te binden. Op die manier ontstonden er in 2010 twee race-series voor elektrische motorfietsen: de door de FIM georganiseerde e-Power met vier races en de TTXGP met vijf races. In 2010 verklaarde het Isle of Man Department of Tourism and Leisure dat men daar een eigen raceserie zou opzetten. Zonder bemoeienis van buitenaf kon men het reglement vereenvoudigen. De organisatie van de Isle of Man TT kende al eigen reglementen sinds het verlies van haar WK-status in 1977. Voor de TT Zero gold bijvoorbeeld weer toestemming van het gebruik van druppelstroomlijnen, die door de FIM in 1958 verboden waren.

## TT Zero
De TT Zero staat open voor motorvoertuigen op twee wielen die worden aangedreven zonder gebruik van brandstoffen die zijn gebaseerd op koolwaterstoffen en die geen giftige uitstoot kennen. In 2010 stelde de regering van het eiland Man 10.000 Pond ter beschikking voor de eerste coureur die een gemiddelde snelheid van 100 mijl per uur zou halen (22 minuten en 38.388 seconden). De eerste race werd gewonnen door Mark Miller (MotoCzysz E1pc) met een gemiddelde snelheid van 96,820 mph.

## TT Zero Race Resultaten

### 2010 TT Zero Race
10 Juni 2010 1 ronde (37.773 mijl) Mountain Course.
| Plaats | Coureur           | Team                                 | Snelheid   | Tijd      |
| ------ | ----------------- | ------------------------------------ | ---------- | --------- |
| 1      | Mark Miller       | MotoCzysz                            | 96.820 mph | 23' 22.89 |
| 2      | Robert Barber     | Agni Motors / Agni Racing            | 89.290 mph | 25' 21.19 |
| 3      | James McBride     | Man TTX / Man TTX Racing             | 88.653 mph | 25' 32.13 |
| 4      | Jennifer Tinmouth | Agni Motors / Agni Racing            | 88.228 mph | 25' 39.50 |
| 5      | George Spence     | Peter Williams / Kingston University | 64.705 mph | 34' 59.19 |

### 2011 SES TT Zero Race
9 Juni 2011 1 ronde (37,73 mijl) Mountain Course.
| Plaats | Coureur              | Team                | Snelheid   | Tijd      |
| ------ | -------------------- | ------------------- | ---------- | --------- |
| 1      | Michael Rutter       | MotoCzysz           | 99.604 mph | 22' 43.68 |
| 2      | Mark Miller          | MotoCzysz           | 98.288 mph | 23' 01.93 |
| 3      | George Spence        | Kingston University | 88.435 mph | 25' 35.90 |
| 4      | Allan Brew           | MIT                 | 79.163 mph | 28' 35.81 |
| 5      | Yoshinari Matsushita | Team Prozza         | 69.877 mph | 32' 23.81 |

### 2012 SES TT Zero Race
6 Juni 2012 1 ronde (37,73 mijl) Mountain Course.
| Plaats | Coureur         | Team                | Snelheid    | Tijd      |
| ------ | --------------- | ------------------- | ----------- | --------- |
| 1      | Michael Rutter  | MotoCzysz E1pc      | 104.056 mph | 21' 45.33 |
| 2      | John McGuinness | Honda Mugen Shinden | 102.215 mph | 22' 08.85 |
| 3      | Mark Miller     | MotoCzysz E1pc      | 101.065 mph | 22' 23.97 |
| 4      | Rob Barber      | TGM IOT             | 78.221 mph  | 28' 56.45 |

- (9 Starters)

### 2013 SES TT Zero Race
5 Juni 2013 1 Ronde (37,73 mijl) Mountain Course.
| Plaats | Coureur             | Team                         | Snelheid    | Tijd       |
| ------ | ------------------- | ---------------------------- | ----------- | ---------- |
| 1      | Michael Rutter      | MotoCzysz E1pc               | 109.675 mph | 20' 38.461 |
| 2      | John McGuinness     | Honda Mugen Shinden Ni       | 109.527 mph | 20' 40.133 |
| 3      | Rob Barber          | RW-2 / Ohio State University | 90.403 mph  | 25' 02.467 |
| 4      | George Spence       | Kingston University          | 88.096 mph  | 25' 41.822 |
| 5      | Chris McGahan       | Yamaha R6E                   | 83.857 mph  | 26' 59.755 |
| 6      | Ian Lougher         | Komatti-Mirai Racing         | 81.515 mph  | 27' 46.300 |
| 7      | David Madsen-Mygdal | Imperial                     | 71.983 mph  | 31' 26.933 |
| 8      | Paul Owen           | Brunel BX/Brunel University  | 71.738 mph  | 31' 33.387 |

- (10 Starters)

### 2014 TT Zero Challenge
4 Juni 2014 1 Ronde (37,73 mijl) Mountain Course.
| Plaats | Coureur         | Team                                       | Snelheid    | Tijd       |
| ------ | --------------- | ------------------------------------------ | ----------- | ---------- |
| 1      | John McGuinness | Shinden San/Team Mugen                     | 117,366 mph | 19' 17.300 |
| 2      | Bruce Anstey    | Shinden San/Team Mugen                     | 109.527 mph | 19' 17.300 |
| 3      | Rob Barber      | Buckeye Current RW-2/Ohio State University | 93.531 mph  | 24'12.230  |
| 4      | Robert Wilson   | Team Saroléa Racing                        | 93.507 mph  | 24'12.600  |
| 5      | Mark Miller     | Vercar Moto                                | 85.828 mph  | 26'22.562  |
| 6      | Timothee Monot  | TT Zero                                    | 77.956 mph  | 29:02.378  |

- (10 Starters)